# East Ham
Pour la station de métro, voir East Ham (métro de Londres).
East Ham est un quartier de la banlieue de Londres, en Angleterre, et une partie du borough londonien de Newham.

## Personnalités
- William Darton Kekwick (1822-1872), explorateur, y est né.
- Leon Greene, acteur et chanteur d'opéra anglais y est né.
- Clive Burr (1957-2013), premier batteur du groupe Iron Maiden, y est né.
- Kano (1985-), rappeur, parolier et producteur de musique britannique, y est né.